# Děkanství v Poděbradech
Budova Děkanství v Poděbradech stojí v Palackého ulici naproti kostelu Povýšení svatého Kříže. Patrová budova s klasicistním průčelím byla pro potřeby děkanství upravena v 18. století z měšťanského domu. Vchod do budovy zdobí, podobně jako vchod do kostela, znak proboštství od sochaře Bohuslava Schnircha.
Od roku 1958 je budova nemovitou kulturní památkou.

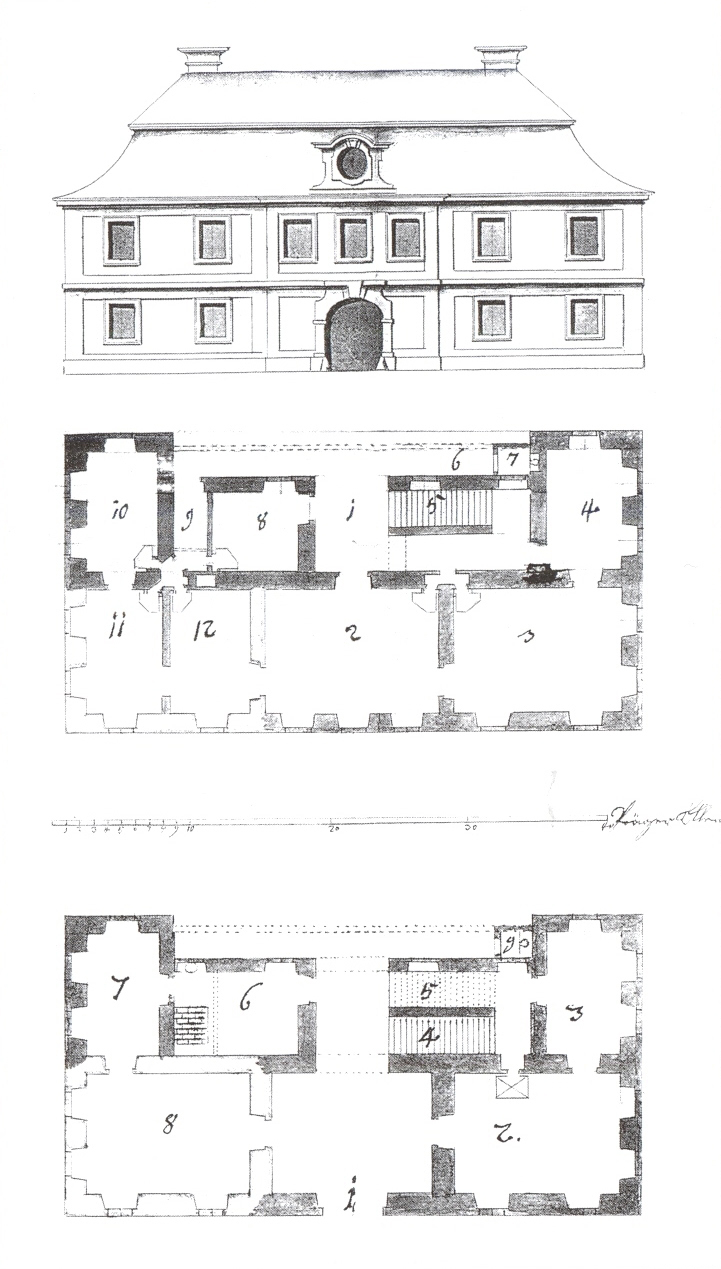
Plán budovy poděbradského děkanství z roku 1724